# Yiddish
Le yiddish (ייִדיש /ˈjɪdɪʃ/ ou /ˈjiːdɪʃ/), également orthographié en français yidich, d'après les recommandations de linguistes, mais aussi yidish, jiddisch, jidisch, yiddisch, idiche ou yidiche, est une langue germanique dérivée du haut allemand, avec un apport de vocabulaire hébreu et slave, qui a servi de langue vernaculaire aux communautés juives d'Europe centrale et orientale (ashkénazes) à partir du Moyen Âge. Il est également parfois appelé judéo-allemand (jüdish-deutsch, yidish-daytsh (yi) ייִדיש-דײַטש) ou jargon (sans nuance péjorative).
Certains le considèrent comme une langue mixte (Mischsprache),.
À la veille de la Seconde Guerre mondiale, le yiddish était parlé par onze millions de personnes, soit plus des deux tiers des Juifs du monde (avec une évaluation du nombre total de Juifs de 15,5 millions de personnes en 1939). Depuis le génocide des Juifs par les nazis et leurs collaborateurs, au cours duquel plus de cinq millions neuf cent mille juifs d'Europe ont été exterminés par divers moyens, la langue yiddish est devenue, selon les termes d'un rapport du parlement européen du 12 février 1996, « la langue d'une minorité dispersée en voie de disparition ».
D'après la classification introduite par Max Weinreich et suivie par certains autres linguistes, l'histoire du yiddish correspond à quatre grandes périodes : le pré-yiddish, jusqu'en 1250 ; le yiddish ancien, de 1250 à 1500 ; le moyen yiddish, de 1500 à 1750 et, enfin, le yiddish moderne, de 1750 à nos jours.
En Israël, des mesures culturelles et sociales sont aujourd’hui prises pour préserver la langue, bien que l’État et ses institutions aient longtemps marginalisé et réfréné sa pratique [Lesquelles ?].
Le yiddish est langue officielle (avec le russe) de l’oblast autonome juif (Birobidjan) en Russie.

## Alphabet
Le yiddish utilise principalement l'alphabet hébreu mais certaines publications dans cette langue utilisent également l'alphabet latin.
| Graphie | Graphie | Nom          | Nom           | Translittération | Translittération | Prononciation | Prononciation | Notes |
| normale | finale  | normale      | finale        | latine           | cyrillique       | API           | française     | Notes |
| ------- | ------- | ------------ | ------------- | ---------------- | ---------------- | ------------- | ------------- | --- |
| א       | א       | Shtumer alef | Shtumer alef  | '                |                  |               | '             | Littéralement « aleph muet ». Ni prononcé, ni transcrit. Indique que la syllabe commence par la voyelle. |
| אַ       | אַ       | Pasekh alef  | Pasekh alef   | A                | А                | [ɑ]           | a             | |
| אָ       | אָ       | Komets alef  | Komets alef   | O                | О                | [ɔ]           | o             | |
| ב       | ב       | Beyz         | Beyz          | B                | Б                | [b]           | b             | |
| ג       | ג       | Giml         | Giml          | G                | Г                | [g]           | g             | |
| ד       | ד       | Daled        | Daled         | D                | Д                | [d]           | d             | |
| ה       | ה       | Hey          | Hey           | H                | (h)              | [h]           | h             | |
| ו       | ו       | Vov          | Vov           | U, W             | У                | [ʊ]           | ou            | |
| וּ       | וּ       | Melupm vov   | Melupm vov    | U                | У                | [ʊ]           | ou            | Toujours après ou avant tsvey vovn, ou avant yud.                                                        |
| ז       | ז       | Zayen        | Zayen         | Z                | З                | [z]           | z             | |
| ט       | ט       | Tes          | Tes           | T                | Т                | [t]           | t             | |
| י       | י       | Yud          | Yud           | I, Y             | И, Й             | [ɪ] ; [ j]    | i, y          | Consonantal en tête de syllabe.                                                                          |
| יִ       | יִ       | Khirek yud   | Khirek yud    | I                | И                | [ɪ]           | i             | Utilisé seulement après un yud consonantal, ou à côté d'une autre voyelle.                               |
| כ       | ך       | Khof         | Langer khof   | Kh (ou Ch)       | Х                | [ x]          | kh (guttural) | |
| ל       | ל       | Lamed        | Lamed         | L                | Л                | [l~ʎ~ɫ]       | l             | |
| מ       | ם       | Mem          | Shlos mem     | M                | М                | [m]           | m             | |
| נ       | ן       | Nun          | Langer nun    | N                | Н                | [n]           | n             | |
| ס       | ס       | Samekh       | Samekh        | S                | С                | [s]           | s             | |
| ע       | ע       | Ayen         | Ayen          | E                | Э                | [ɛ]           | è             | |
| פּ       | פּ       | Pey          | Pey           | P                | П                | [p]           | p             | N'a pas de forme finale différente.                                                                      |
| פֿ       | ף       | Fey          | Langer fey    | F                | Ф                | [f]           | f             | |
| צ       | ץ       | Tsadek       | Langer tsadek | Ts               | Ц                | [t͡s]          | ts            | |
| ק       | ק       | Kuf          | Kuf           | K                | К                | [k]           | k             | |
| ר       | ר       | Reysh        | Reysh         | R                | Р                | [ʀ]           | r             | |
| ש       | ש       | Shin         | Shin          | Sh               | Ш                | [ ʃ ]         | ch            | |

| Graphie | Nom               | Translittération | Translittération | Prononciation | Prononciation |
| Graphie | Nom               | latine           | cyrillique       | API           | française     |
| ------- | ----------------- | ---------------- | ---------------- | ------------- | ------------- |
| װ       | Tsvey vovn        | V                | В                | [v]           | v             |
| ױ       | Vov-yud           | Oy               | Ой               | [ɔj]          | oy            |
| ײ       | Tsvey yudn        | Ey               | Эй               | [ɛj]          | èy            |
| ײַ       | Pasekh tsvey yudn | Ay               | Ай               | [ɑj]          | ay            |
| דז      | Daled zayen       | Dz               | Дз               | [d͡z]          | dz            |
| זש      | Zayen shin        | Zh               | Ж                | [ ʒ]          | j             |
| דזש     | Daled zayen shin  | Dzh              | Дж               | [ d͡ʒ]         | dj            |
| טש      | Tes shin          | Tsh              | Ч                | [ t͡ʃ ]        | tch           |

| Graphie | Nom  | Translittération | Translittération | Prononciation | Prononciation |
| Graphie | Nom  | latine           | cyrillique       | API           | française     |
| ------- | ---- | ---------------- | ---------------- | ------------- | ------------- |
| בֿ       | Veyz | V                | В                | [v]           | v             |
| ח       | Khes | Kh (ou Ch)       | Х                | [ x]          | kh (guttural) |
| כּ       | Kof  | K                | К                | [k]           | k             |
| שׂ       | Sin  | S                | С                | [s]           | s             |
| תּ       | Tof  | T                | Т                | [t]           | t             |
| ת       | Sof  | S                | С                | [s]           | s             |

## Naissance et développement de la langue

### Ancien yiddish (Alt Yiddish) (1250-1500)

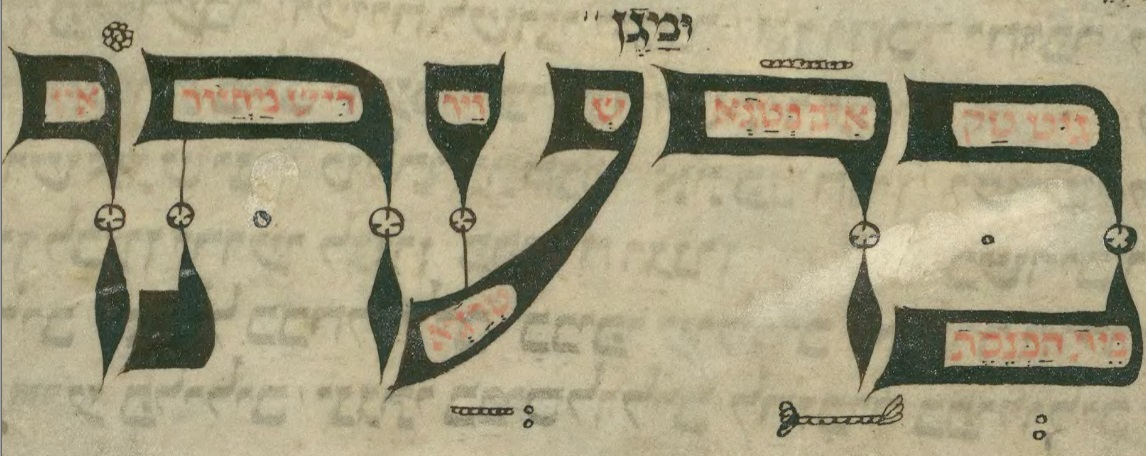
Fragment calligraphique du Mahzor de Worms (1272).

Le linguiste du yiddish Max Weinreich utilise le terme « yiddish » pour toute langue parlée par des juifs basée sur le haut allemand, sans que ce parler juif ait nécessairement des différences structurelles avec le parler de la population chrétienne de la même région. Pour cette raison, il soutient que le yiddish est né vers le IXe siècle dans les communautés juives de Basse-Lotharingie (en Rhénanie), autour de Mayence (Magenza), Cologne, Spire (Schapira), Worms (Wormaïza) et Trèves, c'est-à-dire qu’il place la naissance du yiddish dans la période et la région où les premières communautés juives sont connues dans des provinces germanophones. Si on suit cette définition, alors la première inscription en yiddish date de 1272 : il s'agit d’un fragment de prière écrit dans la marge du Mahzor de Worms (livre de prière pour les fêtes juives) qui se trouve actuellement à la bibliothèque nationale d’Israël. L'un des premiers textes littéraires écrits en yiddish est le manuscrit de Cambridge datant de 1382. Cette langue a une base haut-allemande, avec des substrats lexicaux hébreu, araméen et ancien français bien identifiables. Toutefois, pour des linguistes qui utilisent le terme « yiddish » uniquement pour la langue qui diverge du parler de la majorité chrétienne aux niveaux autres que lexical, la naissance du yiddish doit être positionnée des siècles plus tard. En effet, si on ignore les quelques mots spécifiquement juifs qu'on y trouve, les sources juives d'avant le XVe siècle peuvent être considérées comme écrites en dialectes allemands locaux, bien qu'utilisant des lettres de l'alphabet hébraïque.

### Moyen yiddish (Mitl Yiddish) (1500-1700)

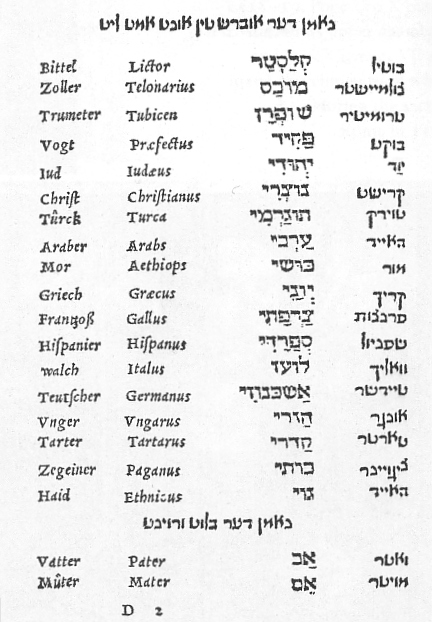
Une page du Shemot Devarim, un dictionnaire yiddish-hébreu-latin-allemand et son thesaurus, publié par Élie Bahur Lévita en 1542

À partir du XIVe siècle, les nombreuses familles juives d'Europe occidentale migrent en Europe centrale (Bohême-Moravie, Pologne et Lituanie). Le yiddish connaît un nouveau développement en intégrant des locutions en langues slaves : le tchèque, le polonais, l'ukrainien, le biélorusse. Le yiddish se transforme en profondeur au contact de ces cultures.

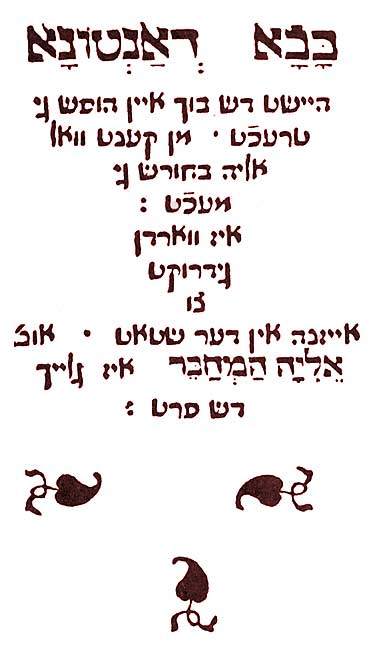
Bovo-Bukh édité par Elia Levita, Isny, 1541

Alors que l'imprimerie se développe, de nombreux textes en yiddish sont édités, principalement des Bibles et ouvrages à caractère religieux : Shmuel bukh, Melokhim bukh (1544), Seyfer Yehayshue, Yoyne bukh (Livre de Samuel, des Rois, de Josué, de Jonas)…
C'est justement à travers les ouvrages apparus dès le début du XVIe siècle avec la diffusion massive de l’imprimerie que l'on peut observer la présence de deux branches de la langue : les ancêtres du yiddish occidental (principalement dans les publications qui ont vu le jour dans le sud-ouest de l'Allemagne (Rhénanie) et en Italie du Nord) et du yiddish oriental (ouvrages parus initialement à Prague et Cracovie, avant de se diffuser dans d’autres villes d’Europe centrale et orientale). Dans le yiddish oriental, on constate une présence d'un petit substrat lexical lié à l'ancien tchèque.
La littérature yiddish du XVIe siècle comporte aussi des transpositions ou adaptations de textes profanes étrangers, dont le Bovo bukh (1541). Ce texte est l'adaptation en yiddish de l'histoire d'un héros épique italien, lui-même adaptation du chevalier anglo-normand Beuve de Hanstone, le chevalier Buovo. Il est à l'origine de l'expression yiddish, Bove-mayse (« histoire à dormir debout »), devenue ensuite Bobe-mayse (« histoire de grand-mère »). Le Bovo bukh a été sans cesse réimprimé ou presque pendant plusieurs siècles. À la fin du XVIIIe siècle, des adaptations sont même publiées sous le titre Bove-mayse. La dernière édition date du début du XXe siècle. Quand Bovo a disparu de l'imaginaire ashkénaze, le mot a été remplacé par Bobe, un mot d'origine slave.
Tout aussi populaires sont les Mayse bukh (Livre d'histoires, 257 courtes nouvelles) et le Ku bukh (Livre de la vache), recueil de fables animalières.
Au XVIIe siècle, la littérature didactique édifiante devient un courant important, le muser : glossaires, commentaires, livres de prières, et livres de morale (muser sforim). En témoignent la Bible des femmes ou Tsene urene (Yankev ben Yitskhok Ashkenazi, de Janow), Brantshpigl (1602), Levtov (1620), Kav hayosher (1705), Simkhes hanefesh (1707).
La poésie lyrique chantée est une autre tendance.
Enfin, chroniques et mémoires se développent :
- Gzeyre mimdines Oystraikh (sur le pogrom de 1420),
- Toses virmeyze (sur le siège de Worms de 1636),
- Gliles Erets Yisroel (sur un voyage en Israël, 1635),
- Mémoires (Glikl Hamel, 1646-1724) …

Au XVIIIe siècle, la population juive d'Allemagne abandonne le yiddish pour la langue allemande en accord avec le mouvement idéologique de la Haskala, concomitant aux Lumières et à la modernité politique européenne. Au cours du XIXe siècle, il en va de même pour de nombreux Juifs de l'empire d'Autriche. À cette époque, les nombreux textes publiés en langue yiddish s'adressent principalement aux lecteurs juifs populaires et ruraux, qui se raréfient dans ces pays. L'immense majorité de la littérature de l'époque est détruite lors de la Seconde Guerre mondiale. Le mouvement hassidique (XVIIIe siècle), argumentant sur la sacralité de la langue hébraïque, donnera le départ d'une littérature d'érudition et de fiction.

### Yiddish moderne (Naï yiddish) (1700-)

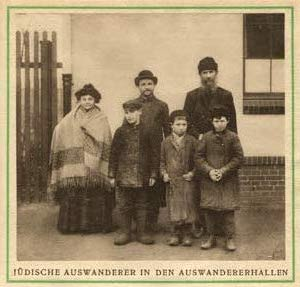
Émigrants juifs à la frontière germano-polonaise.

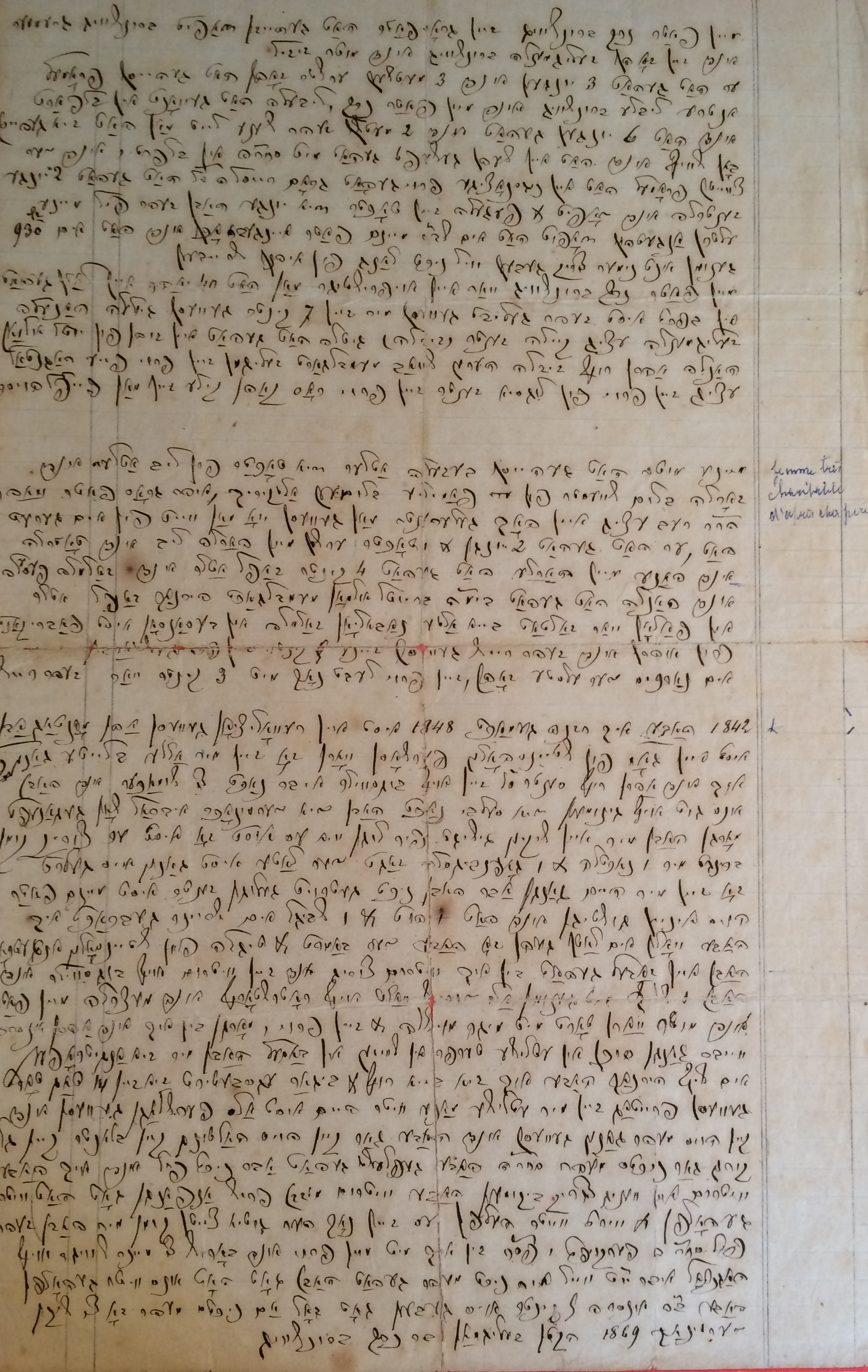
La biographie en yiddish du sud-ouest de Seligmann Brunschwig de Dürmenach décrit entre autres les événements antisémites de l'année révolutionnaire 1848 : document du Musée juif de Suisse.

Les promoteurs de la Haskala méprisent le yiddish (yüdish-deutsch), jargon du ghetto, stigmate d’un passé détesté et emblème d’une culture rejetée en bloc comme miséreuse et irrémédiablement obscurantiste. Ils écrivent cependant dans cette langue afin de diffuser leurs idées parmi le plus grand nombre possible de leurs coreligionnaires et s'en prennent au hassidisme, perçu comme un frein à la modernisation sociale.

#### LeXIXesiècle
Les bouleversements provoqués par l’industrialisation et par l’urbanisation des populations font du yiddish la langue du prolétariat juif et favorisent considérablement la sécularisation de la culture traditionnelle, voire sa critique. La presse écrite et le livre, diffusés en masse et à des prix abordables, deviennent accessibles à l'ensemble de la communauté ashkénaze, alors beaucoup plus largement alphabétisée que les communautés voisines. Les troupes de théâtre se multiplient.

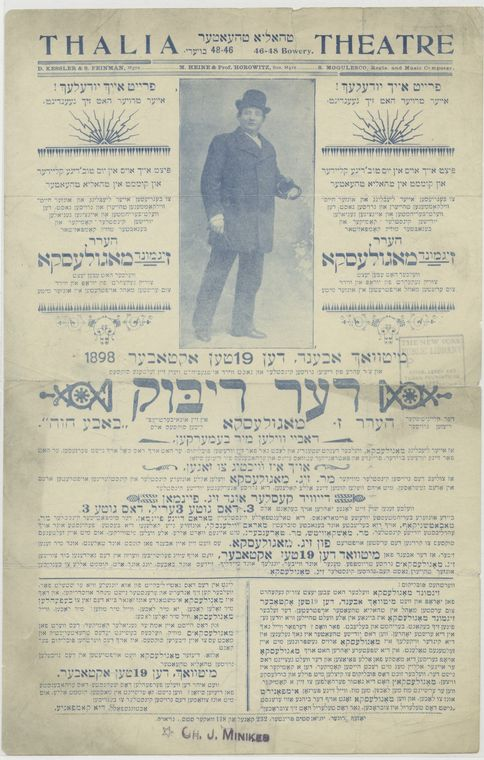
Affiche de la pièce Der Dibek (Dibbouk) avec Sigmund Mogulesko, 1898

À la fin du XIXe siècle, la lutte pour le développement du yiddish est entreprise avec ferveur par le mouvement ouvrier juif et, en particulier, par le Bund. Cette langue, parlée par les communautés juives d'Europe centrale et orientale, se répandra dans d'autres régions du monde, principalement aux États-Unis avec les vagues d'immigration de la fin du XIXe siècle et du début du XXe siècle : un autre pôle de la culture yiddish qui n'est pas à négliger.
À partir du XIXe siècle a été créée une langue standard, la klal shprakh, avec une grammaire yiddish normalisée et un enseignement universitaire. Elle est fondée sur le yiddish lituanien. Cette langue gomme en partie les disparités entre les dialectes et donne au yiddish une plus grande uniformité et respectabilité. À cette époque, le yiddish intègre dans son vocabulaire de nombreux mots issus du grec ou du latin dans le champ lexical politique, technologique ou scientifique. Ce travail est dû à Samuel Joseph Finn (1820-1890) qui avec d'autres auteurs lituaniens pose les fondations de l'historiographie de la littérature juive en yiddish.
Louis-Lazare Zamenhof, né le 15 décembre 1859 à Białystok, médecin, inventeur de la langue internationale espéranto est aussi l'auteur d'un essai sur la grammaire yiddish, sans doute rédigé entre 1879 et 1882 quand il était étudiant à Moscou, puis à Varsovie. Le manuscrit de cet essai, écrit en russe, est conservé à l'université hébraïque de Jérusalem. Il en existe une traduction en espéranto, due à J. Cohen-Cedek.
La littérature yiddish, grâce à une langue stabilisée dans sa forme, devient un outil de création littéraire intimement lié à la tradition religieuse.
Mendele Moicher Sforim, Sholem Aleykhem, Isaac Leib Peretz, donnent à la littérature yiddish ses lettres de noblesse. Le yiddish est revalorisé ; sa littérature s'ouvre sur le monde et suit les grands mouvements littéraires internationaux de l'époque.

#### LeXXesiècle

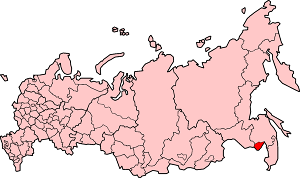
L'oblast autonome juif en rouge

L'énorme travail pour la constitution d'une langue et d'une littérature a servi de base à la Geshikhte fun der jidisher literatur (« Histoire de la littérature juive »), écrite en yiddish par l'historien Israël Zinberg, publiée à Vilnius entre 1927 et 1937. En 1925, un Institut scientifique yiddish (YIVO) est fondé à Berlin. Très vite, il déménage à Wilno (Vilnius), où il devient le centre d'études de l'histoire des Juifs d'Europe orientale. En 1940, il s'installe à New York, sans toutefois pouvoir transporter sa riche documentation.

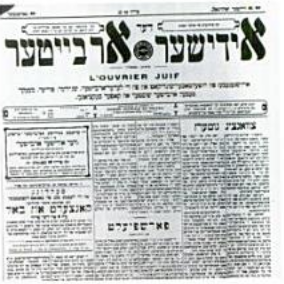
Der Yidisher Arbeyter (L'Ouvrier juif), parution entre 09/10/1911 et 04/07/1914

La Révolution bolchevique d'Octobre 1917 puis la création de l'URSS en 1922 isolent certaines communautés, tout en permettant un développement culturel majeur (on comptait environ 150 journaux en yiddish et plus de 7 500 livres et brochures). À la fin des années 1920, Staline crée à Birobidjan (région jouxtant la frontière chinoise à l'extrême sud-est de la Sibérie) une Région autonome juive dont la langue officielle est le yiddish. Le Birobidjan existe toujours aujourd'hui et on y enseigne encore le yiddish dans quelques écoles. Mais il n'y reste qu'environ 4 000 juifs[réf. nécessaire] ; le projet a donc été un échec.
Aux États-Unis, la littérature yiddish commence à se développer après la Première Guerre mondiale. Isaac Bashevis Singer, émigré aux États-Unis en 1935 et prix Nobel de littérature en 1978, en est le plus illustre représentant.
À la fin des années 1930, le nombre de personnes, à travers le monde, dont la langue maternelle était le yiddish, dépassait largement les 11 millions. C'est en Europe qu'on trouvait le plus de locuteurs yiddish : 8 millions (dont 3,3 millions en Union soviétique, 800 000 en Roumanie, 250 000 en Hongrie et 180 000 en Lituanie). Dans la Pologne de l'Entre-deux-guerres, il existait plus de 1 700 titres de livres et journaux. Des recherches partant de 364 ouvrages yiddish publiés en 1923 ont montré la répartition suivante : 24,4 % relevaient des belles-lettres, 13,5 % étaient destinés à de jeunes lecteurs, 11 % étaient des manuels, 8,5 % de la poésie, 8,8 % des pièces de théâtre ; 25 titres étaient traduits en d'autres langues ; quant au lieu de publication, plus de 70 % de ces ouvrages étaient parus en Pologne, 13 % en Allemagne, 6 % aux États-Unis et 6 % en URSS. Le yiddish a été presque entièrement anéanti en Europe, en même temps que le monde juif, pendant la Shoah, le khurbn en yiddish (de l'hébreu khurban, destruction). De plus, le patrimoine issu des 600 ans de culture yiddish lituanienne a été détruit ou démantelé. Cette destruction a commencé dès 1940. Elle a été menée d'abord par M. Pohl, attaché scientifique au musée oriental de Francfort, qui, tout en suivant des instructions du Reichsleiter Alfred Rosenberg, a envoyé à Francfort-sur-le-Main quatre-vingt-quatre coffres de documents d'une valeur inestimable, dont 20 000 livres rares, quatre incunables et de nombreuses collections anciennes juives au caractère précieux. En même temps, 80 000 livres de cette bibliothèque et d'autres bibliothèques juives ont été vendus à une usine de papier, comme papier à recycler… Un adjudant allemand a jeté le contenu de six des quatre-vingt-quatre coffres pour transporter des porcs, et vendu les reliures de cuir à une usine de chaussures. En mai 1942, cinq chargements de camions de livres juifs de la bibliothèque de Kaunas sont envoyés dans une usine de papier, tout comme les collections particulières dont on vient de parler.
De plus, en URSS entre les années 1940 et 1950, les autorités entreprennent une répression envers les locuteurs et les intellectuels de langue yiddish. En 1948, toutes les institutions culturelles juives sont fermées, y compris les orphelinats, les jardins d'enfants et les classes juives des écoles primaires en Lituanie, en Biélorussie et en Ukraine : toutes les collections de folklore et de dialectologie des institutions académiques juives de Minsk et de Kiev sont détruites et les auteurs qui publiaient en yiddish sont interdits. L’écrivain ukrainien yiddishophone Motl Grubian (1909-1972) est déporté sept ans dans un camp de Sibérie. Le poète yiddishophone ukrainien Peretz Markish est exécuté le 12 mars 1952 à Moscou ainsi que Leib Kvitko et Itsik Fefer. Si les Juifs russes et ukrainiens sont aujourd'hui assimilés, on peut l'attribuer à l'histoire soviétique.
Selon le sociolinguiste Joshua Fishman, le yiddish est la langue maternelle de 600 000 personnes, autant le parleraient au quotidien, un million déclarent le comprendre, soit au total 1 600 000 personnes (en 1999, sans doubles comptes). D'autres estimations font état d'un nombre de yiddishophones inférieur ou supérieur (deux millions en 2002).
En Israël, le yiddish, langue majoritaire des émigrants d'Europe centrale et orientale (Yiddishland), a souvent été considéré comme un obstacle au développement de l'hébreu moderne et a du mal à se maintenir. Les autorités ont témoigné à l'égard de la culture yiddish considérée comme un héritage de l'exil, au mieux de l'indifférence et au pire de l'hostilité. D. Galay parle même d’une stigmatisation générale de la langue yiddish. On estime que deux millions de personnes continuent à le pratiquer, du moins en tant que deuxième langue, principalement aux États-Unis et en Israël mais aussi en Europe orientale et occidentale.
Le yiddish s'est maintenu en tant que langue principale dans certaines communautés d'haredim en Israël, principalement à Bnei Brak et à Jérusalem ; à Kiryas Joel, ville de 21 000 habitants de l'État de New York aux États-Unis où 90 % de la population locale déclare utiliser le yiddish comme première langue. En France, en 2008, 60 000 à 80 000 personnes déclaraient l'utilisent comme langue vernaculaire et 150 000 comme langue maternelle.
En Pologne, même si la population juive est presque éteinte en raison de la Shoah et de la politique antisémite et antisioniste de l'ancien régime communiste entre 1944 et 1989 (elle ne compterait qu'environ 6 000 personnes en 2023), le yiddish semble être encore parlé par plus de 15 000 locuteurs, car dans ce pays, la religion juive n'est pas revendiquée ou les Juifs en tant que tels ne sont pas pratiquants.
Actuellement, les jeunes Juifs laïcs issus de la diaspora juive s'intéressent de près au yiddish en tant que mémoire écrite des Ashkénazes. C'est en France que l'on trouve la vie yiddish la plus intense d'Europe occidentale. Paris est le lieu d'activité du sculpteur mondialement connu Chaim Jacob Lipchitz, né à Druskininkai en Lituanie. Paris est la seule ville européenne, avec Varsovie, où des émissions sont diffusées en yiddish. Des cours de yiddish pour enfants sont dispensés par diverses organisations juives. Des intellectuels juifs émigrés de Pologne au cours de la période où Gomulka était dirigeant de la Pologne communiste (1956/1970) ou d'URSS ont créé la Maison de la culture yiddish de Paris. La littérature juive connaît à son tour un regain d'intérêt vis-à-vis de la culture classique dont cette langue est le véhicule. De nombreux personnages des œuvres juives, américaines ou françaises, sont imprégnés de l'humour « typique » du folklore yiddish. Popeck en est un bon exemple.

## Une langue originale

### Une langue métissée

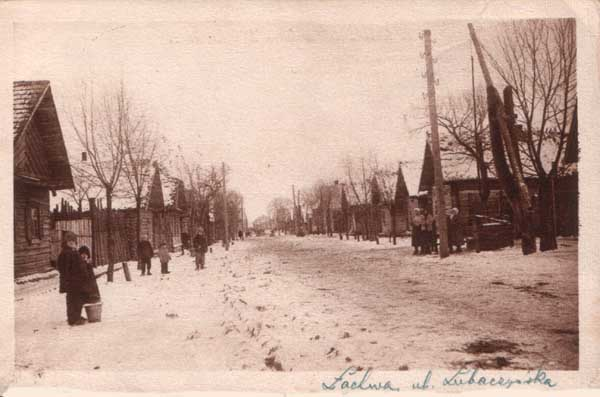
Le shtetl de Lakhva, en Pologne, en 1926.

Le yiddish s'écrit en alphabet hébreu, même si ce n'est pas une langue consonantique (on y rajoute des voyelles) comme l'hébreu. La grammaire yiddish repose sur des bases de la grammaire allemande et son vocabulaire se compose d'éléments germaniques (80 %), sémitiques (10 % à 15 %) et slaves (environ 5 %). Un aspect intéressant du lexique est la création de mots formés d'emprunts aux multiples composantes de la langue, que ce soit l'allemand, les langues slaves ou l'hébreu. L'expression « oysgemutshet un oysgemartert » montre à elle seule la richesse de la langue. Oys et ge sont des préfixes germaniques ; oys signifiant, « tout le temps, complètement » et ge étant la marque du participe passé. Mutshet est d'origine slave, martert, d'origine germanique. La répétition de deux termes de sens très proches n'est pas rare en yiddish. Elle est signe d'un parallélisme fréquent en langage biblique. Le yiddish ayant des accents et formes dialectales, il peut exister de notables différences entre locuteurs selon les zones linguistiques dont ils sont originaires. Le yiddish existe aussi en écriture latine (translittération) pour ses locuteurs ne lisant pas l'alphabet hébreu. Dans un article écrit en mai 1909 dans un journal de langue yiddish de Vilno, Lebn un Visnchaft (Vie et sciences), Louis-Lazare Zamenhof, initiateur de l'espéranto, défendait l'usage de l'alphabet latin pour le yiddish.

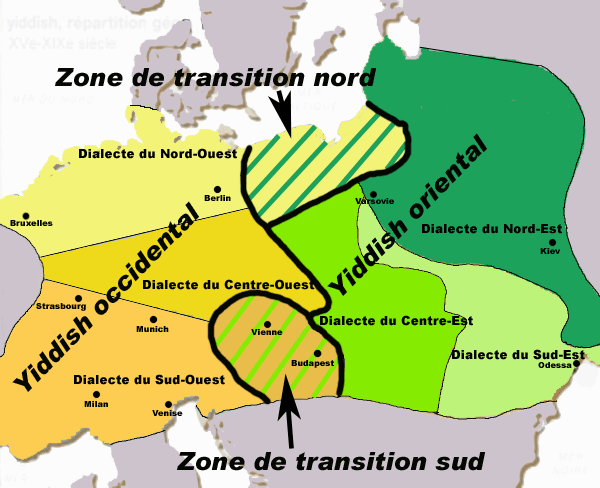
Carte des dialectes yiddish entre le XVe siècle et le XIXe siècle.

Le yiddish est une langue qui a toujours intrigué les linguistes et les philologues. Ils se demandent comment définir une langue proche de la famille des parlers indo-européens, mais comprenant en même temps un fort pourcentage d'hébraïsmes. Compte tenu de la fragmentation dialectale, il serait d'ailleurs plus juste de parler de yiddishs, au pluriel, plutôt que d'une seule et unique langue. Il existe en effet, une multitude de dialectes. Le yiddish occidental est parlé en France (région d' Alsace et de la Moselle), en Suisse, en Allemagne et les Pays-Bas. Le yiddish oriental est utilisé dans l'aire géographique de l'Europe de l'Est où l'on distingue trois types de locuteurs : les polakn (Polonais), les litvakes (Lituaniens) et les galitsiyaner (Galiciens).

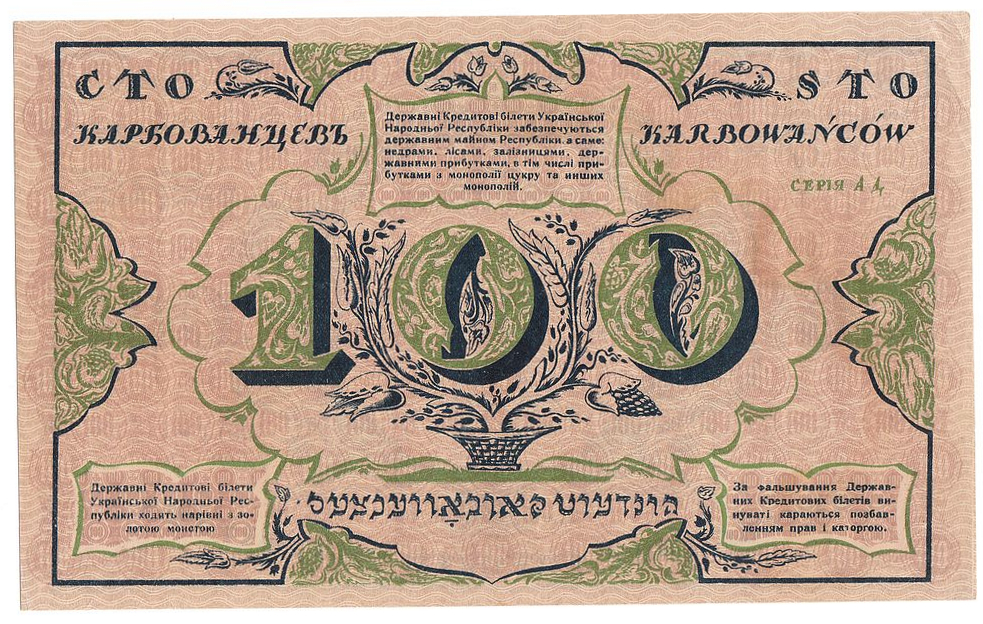
100 karbovanets (100 roubles) émis par la République populaire ukrainienne, en ukrainien, polonais et yiddish, 1917

Le yiddish fut dans les années 1926 à 1937 une des langues officielles de la République socialiste soviétique biélorusse. Il est langue officielle de l'oblast autonome juif (le Birobidjan) depuis sa création en 1934 (URSS) jusqu’à nos jours (fédération de Russie, depuis sa création el 26 décembre 1991).
Un locuteur allemand conversant avec un locuteur yiddish pouvait parfaitement avoir une discussion et comprendre parfaitement le yiddish, mais toutefois, quand il y avait des mots d'origines slave ou sémitique, le locuteur du yiddish devait trouver d'autres mots pour se faire comprendre. La comparaison entre le yiddish et l'allemand ressemble au cas des langues celtes, où par exemple, un breton comprend un locuteur gallois.[réf. nécessaire]
Dans tous les cas, le yiddish contribuait au prestige de la langue allemande en Europe de l'Est[réf. nécessaire], car les deux langues se ressemblaient beaucoup (avec environ 80 % de mots dérivés de l'allemand) , mais le yiddish était la langue de communautés juives, à ne pas confondre avec la langue des Allemands de la Volga, qui vivaient dans l'Europe de l'Est, surtout en Ukraine et en Russie et qui étaient chrétiens (catholiques et protestants). Pour une personne qui connaissait l'allemand, il lui était aisé de circuler facilement en certaines contrées de l'Europe de l'Est. En revanche, pour les personnes souhaitant étudier les langues, le français demeurait la première langue étrangère connue.
En Roumanie, les Allemands des Carpates ou de Transylvanie cohabitaient avec des Juifs qui parlaient yiddish, ainsi qu'au Banat serbe, en Croatie, en Slovénie et dans quelques régions de Bulgarie.

### Une langue imagée

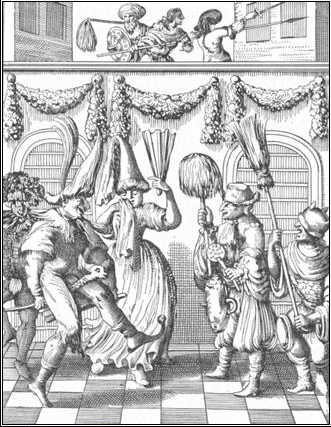
De joyeux convives se déguisent pour la fête de Pourim en Hollande en 1657

Même si les concordances avec l'allemand sont nombreuses, les différences sont importantes. Le yiddish comprend des mots hébreux qui n'existent pas dans les langues non-juives comme mikvé (bain rituel). Il regorge aussi d'expressions : « hak mir nisht kayn tshaynik » qui signifie littéralement « ne me cogne pas une théière » est une expression qui peut vouloir dire : « arrête de jacasser pour ne rien dire » ; elle emploie l'image d'une bouilloire dont le couvercle se soulève et crépite sans arrêt. Les références au monde non-juif sont aussi très présentes. Quelqu'un qui a été oublié ou ignoré va dire : « Ikh hob zikh geshmat? » ce qui signifie : « Est-ce que je me suis converti au christianisme ? » C'est l'équivalent du français : « Et moi, je sens le pâté ? » Aynredn a kind in boykh, littéralement mettre enceinte par la force de la parole, signifie en fait embobiner, convaincre quelqu'un de quelque chose d'absurde car : « fun zogn men nisht trogn », « parler ne peut pas mettre enceinte », allusion à la conception de Jésus par l'opération du Saint-Esprit.
Les pratiques religieuses ont elles aussi donné naissance à de nombreuses expressions imagées. Le shlogn kapores, (kapparot en hébreu) est une cérémonie traditionnelle aujourd'hui tombée en désuétude sous sa forme originelle sauf chez les Hassidim. Elle consiste à faire tourner un poulet vivant au-dessus de sa tête, la veille de Yom Kippour en récitant une prière. Le poulet se charge alors des fautes de celui qui prie. Le choix du poulet peut s'expliquer ainsi. En hébreu, « coq » se dit gever, ce qui peut aussi vouloir dire « homme ». « Œil pour œil », « gever pour gever ». Le jeu de mots a induit la pratique rituelle. Le mot kapores, intraduisible en français a été récupéré pour de nombreuses expressions. Zayn di kapore far signifie « être amoureux de », aimer quelqu'un au point d'être prêt à se sacrifier pour lui comme un poulet lors du « shlogn kapores ». Shlogn kapores mit signifie « rabaisser, abuser d'une personne », darfn af kapores, littéralement « en avoir besoin pour les kapores » veut dire « n'en avoir aucun usage ». L'antiphrase est souvent utilisée. Cette tendance qui prépare le terrain à l'ironie et à l'humour juif se retrouve dans les expressions yiddish. Ainsi pour parler d'un cimetière, un yiddish dit « dos gute ort », « le bon endroit » ou (comme en hébreu) « beys khayim », « la maison de vie ». Il est parfois impossible de parler par antiphrase. Dans ce cas, on rajoute : nisht far aykht gedakht, « que cela vous soit épargné » ou rakhmone litslan, « que Dieu nous en préserve » ! Le yiddish compte un nombre très important de malédictions toutes plus imagées les unes que les autres.

### L'imaginaire yiddish
Un certain nombre de mots yiddish rendent compte des superstitions et des croyances en divers démons : le mazik, un mélange de fantôme et d'elfe malintentionné ; le lets, un esprit frappeur malin et espiègle ; le ruekh, un esprit désincarné qui peut s'installer dans un être humain ; le dibbek, un esprit qui a abandonné un corps et est prêt à s'installer dans un autre pour y faire des ravages. Grâce à la pièce de Shalom Anski, Le Dibbouk de 1920, le dibbek est le plus connu des monstres juifs. La crainte des démons a engendré un certain nombre de superstitions que les rabbins se sont évertués à expliquer de manière « rationnelle ». Parmi les coutumes superstitieuses, on peut citer celle qui consiste à casser un verre à la fin d'un mariage pour éloigner un démon, sitre-akhre, en lui donnant sa part à la cérémonie. Il peut ainsi aller ailleurs ruiner le mariage d'un autre couple.
Parmi les superstitions juives, il y en a une qui dit que compter les Juifs attire le mauvais œil. De ce fait, quand un Juif ashkénaze doit en compter un autre il dit : « Nisht eins, nisht tsvey, nisht dray », « pas un, pas deux, pas trois », ce qui est censé éloigner le mauvais œil. Dans certaines synagogues, on compte les pieds ou on récite une phrase de dix mots en attribuant un mot à chaque personne.

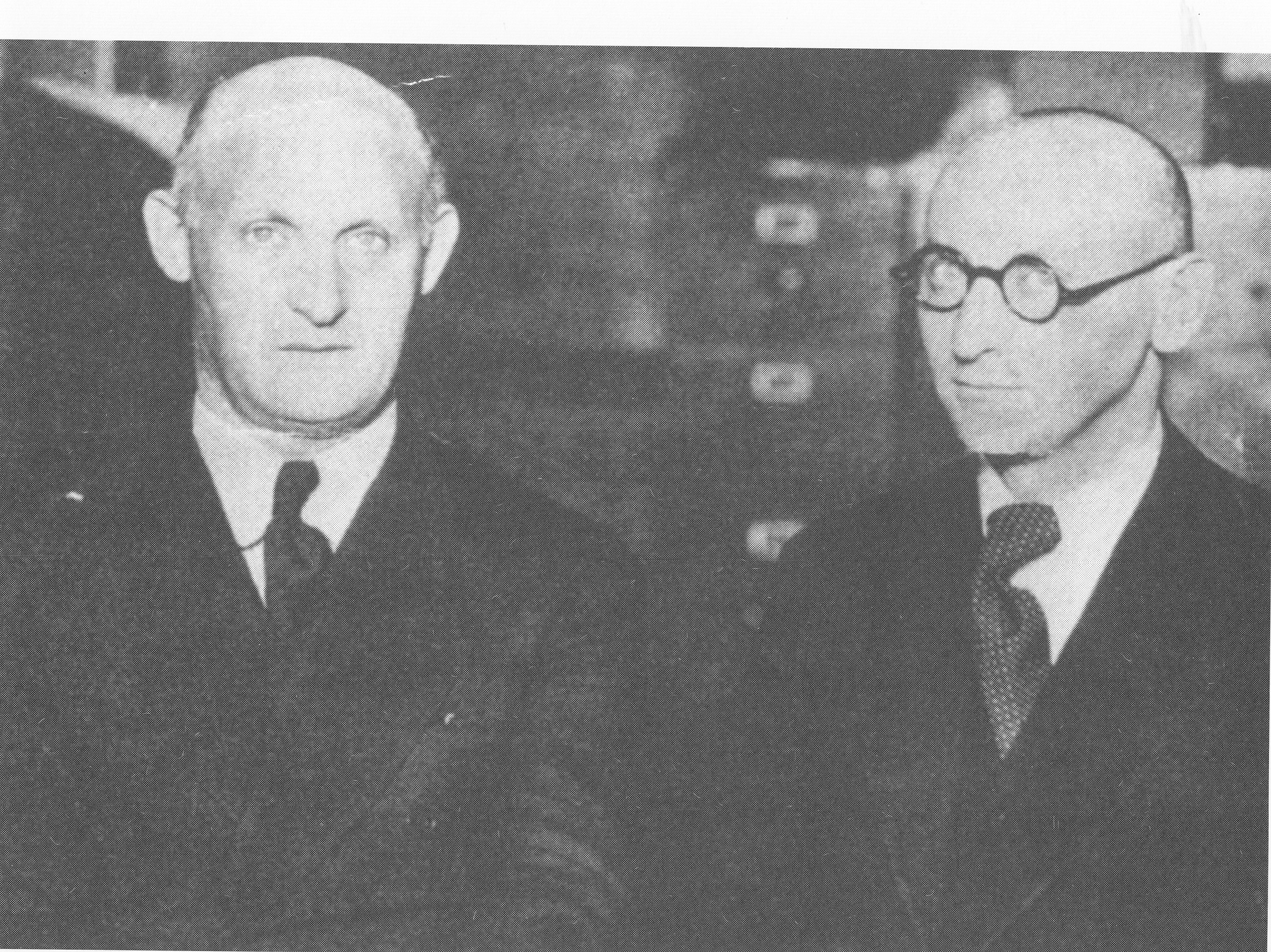
Les frères Israel Joszua & Isaac Bashevis Singer, tous deux publiant en yiddish, années 1930

La littérature yiddish est une source de première valeur pour connaître l'imaginaire yiddish. Peretz a su décrire l'imaginaire hassidique dans les contes folkloriques. Les héros de Miracles en haute mer, Écoute Israël ou la contrebasse et Le Trésor sont des êtres simples qui endurent les épreuves les plus difficiles et atteignent le salut par leur amour muet de Dieu. Anges et démons jouent un rôle burlesque dans Au chevet d'un agonisant, ou Pour une pincée de tabac à priser.
Isaac Bashevis Singer, dans Le Spinoza de la rue du marché publié en 1957, nous montre la communauté juive avec son attente du Messie et du Jugement dernier, mais aussi ses joies et ses peines. Il peut aussi présenter le monde yiddish d'une manière plus amère. Gimpel l'imbécile, la nouvelle la plus fameuse du recueil, nous raconte l'histoire d'un être simple dont tous abusent au long de sa vie de misère. Dès les premiers mots de la nouvelle, il se présente ainsi : « Je suis Gimpel l'imbécile. Personnellement, je ne crois pas être un imbécile, bien au contraire. Mais c'est le surnom qu'on m'a donné alors que j'étais encore écolier. J'avais en tout sept surnoms : idiot, bourrique, tête de linotte, abruti, crétin, benêt et imbécile, et ce dernier me resta ». Raillé par ses compatriotes, trompé par sa femme, il meurt dans la déchéance et la solitude.

## Du dialecte à la langue d'une culture

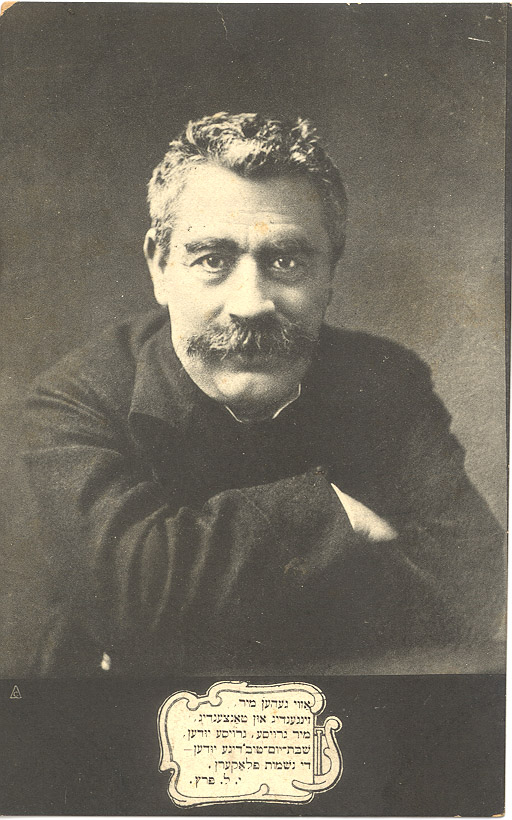
Isaac Leib Peretz

« Le yiddish était la langue du cœur, la langue de la souffrance, l’incarnation de l’histoire d’un deuil millénaire ».

### Une langue pour la vie quotidienne et la religion
Dans le monde yiddishophone d'Europe de l'Est, le yiddish n'était pas seulement utilisé dans la vie quotidienne, il l'était aussi dans le domaine des études et de la liturgie. La lecture biblique ou talmudique se pratiquait certes dans le texte, c'est-à-dire en hébreu, mais les commentaires oraux, les discussions, les exposés savants se faisaient en yiddish. En fait, l'hébreu biblique était une langue majoritairement écrite, utilisée aussi parfois dans les contrats, la correspondance privée, alors que le yiddish était à la fois une langue parlée et écrite. Les femmes priaient souvent en yiddish car les petites filles n'apprenaient pas l'hébreu. Il n’existait pratiquement pas d’écoles pour les filles avant le XIXe siècle ; leur horizon et leur culture se limitaient à ce qui est écrit en yiddish. Seules les filles riches ou qui n’avaient pas de frères recevaient exceptionnellement un enseignement traditionnel, pour maintenir le niveau culturel de la famille ; elles avaient plus de chances d’apprendre les langues ou la musique. Dans les berceuses yiddish, les cadeaux qu’on promettait à la petite fille pour l'endormir sont du linge, des vêtements, une bonne dot. Sa vie future lui était décrite avec le travail de la maison et les enfants.

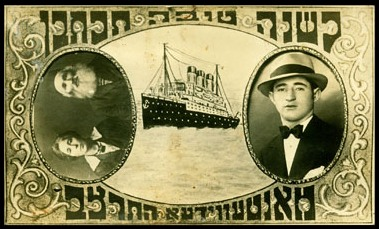
Carte de salutation pour Roch Hachana, Montevideo, 1932.

Chaque moment de la vie a donné naissance à des expressions imagées. Ainsi au lieu de circoncire, on emploie parfois yiddishn dos kind, rendre juif. Le mariage occupe une telle place dans la vie que l'expression française « en faire toute une histoire » ou « … toute une montagne » se dit en yiddish : « makhn a gantse khasene », en faire tout un mariage.
Certaines familles juives d'origine allemande, issues de l'Empire austro-hongrois ou de Pologne et de Biélorussie, qui ont abandonné le yiddish, continuent à garder des expressions de cette langue dans leur vie quotidienne. On continue à dire « ah, c’est un nebich », pour quelqu’un qui n’a pas de chance, ou « schnorer » pour quelqu’un d’un peu mendiant, dans les petites bourgades juives d’Europe de l’Est.
Les musiciens yiddish populaires les plus anciens sont les Klezmorim, qui jouaient à l'origine du violon. Sans être capables de lire ou d'écrire des partitions, ils composent des mélodies imprégnées du folklore régional.
En arrivant en France avec des militants du Bund, le yiddish se laïcise dans des organisations d'éducation populaire comme le Socialistischer Kinder Farband (SKIF - Union des enfants socialistes, créée en 1926) et qui est devenu en 1963 le Club laïque de l'enfance juive.

### La littérature yiddish
Il existe des manuscrits en yiddish, principalement des écrits religieux mais aussi des récits d'inspiration biblique ou profane, généralement tirés du folklore non juif, dans les grandes bibliothèques d'Europe. Dans le temps, le centre de gravité de la création littéraire en yiddish s'est transporté en Europe de l'Est. Cependant, à la fin du XIXe siècle, l'émigration des Juifs russes redonne à l'Europe occidentale un rôle important dans la littérature en yiddish. Ces vagues d'émigration se poursuivant aux États-Unis puis plus tard en Israël, entraîneront l'internationalisation de la création littéraire en yiddish. Par ailleurs, de nombreuses œuvres classiques ou contemporaines ont été traduites et sont diffusées en yiddish.
Le yiddish joue un rôle primordial, en tant que langue des exterminés dans la littérature de la Shoah, les survivants choisissant souvent d'écrire en yiddish. Des centaines d'Yizker-bikher sont rédigés. Certains sont publiés mais la plupart sont déposés dans les archives du musée d'Histoire juive de Varsovie, dans celles de l'institut scientifique yiddish de Berlin (Yivo) ou du Yad Vashem.
La littérature yiddish de la Shoah contient aussi des romans, notamment les romans écrits par Isaac Bashevis Singer.

### Le théâtre yiddish

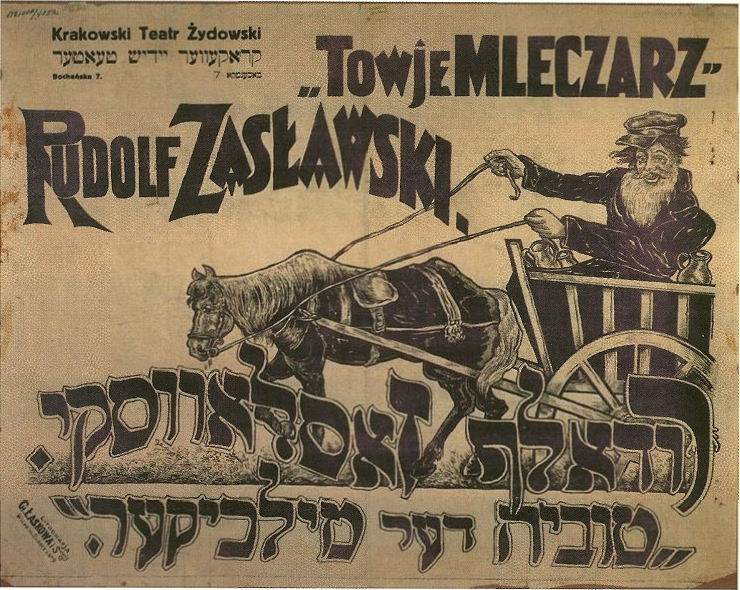
Affiche pour Tevye der milkhiker (Tevye le laitier), théâtre de Vilnus

Le théâtre yiddish est né au Moyen Âge. Il est fortement influencé par les formes artistiques du monde chrétien : troubadours, bateleurs, mystères, moralités et plus tard Commedia dell'arte.
Dans la seconde moitié du XIXe siècle, les auteurs écrivent des dénonciations sociales sur le mode comique et satirique. Avrom Goldfaden (1840-1908) est le principal dramaturge de cette nouvelle tendance. Avec l'émigration des Juifs d'Europe centrale, le théâtre essaime dans de nouveaux lieux : à Londres dans Whitechapel, Paris où Goldfaden établit une troupe et une école dramatique pendant peu de temps et surtout à New York dans le Lower East Side où un vrai théâtre populaire s'installe. L'écrivain Mendele Moicher Sforim se lance lui aussi dans le théâtre avec des pièces originales ou des adaptations de ses récits et de ses romans. Il est imité par Isaac Leib Peretz. Ils suscitent des disciples. Le théâtre yiddish de l'entre-deux-guerres regorge de pièces de qualité. À côté du théâtre commercial un théâtre avant-gardiste mettant l'accent sur la mise en scène et la cohésion de l'ensemble se développe. Il est initié par des jeunes amateurs issus du mouvement ouvrier. À leur suite, des théâtres d'art professionnels voient le jour à New York dès 1918.
Après la Révolution d'Octobre en Russie, est créé à Moscou, le G.O.S.E.T., dirigé par Alexis Granowsky.
Pendant la Seconde Guerre mondiale, les activités théâtrales se poursuivirent dans les ghettos et même dans les camps.
Il faut aussi ajouter qu'à Varsovie existe actuellement un théâtre juif (Teatr Żydowski w Warszawie) où de nombreuses pièces en yiddish sont présentées.

### Le cinéma yiddish
Le cinéma yiddish comprend une centaine de films environ, souvent des adaptations de pièces de théâtre ou du folklore juif que ce soit des vaudevilles, opérettes et mélodrames, des pièces du répertoire classique. Ces films marquent la « comédie musicale » américaine. Granovski, l'animateur du studio de Moscou, réalise, après son départ d'URSS, Vivre, ou la Chanson (1932), Les Aventures du roi Pausole (1936). L'adaptation la plus connue, la seule qui soit vraiment passée dans l'histoire du cinéma, Le Dibbouk, réalisée par Michał Waszyński en 1938, reste le chef-d'œuvre du cinéma yiddish.

### Productions audio-visuelles en yiddish
En mars 2020, Netflix lance la diffusion de sa série Unorthodox, partiellement en yiddish. L'histoire dresse le portrait de la communauté des Juifs ultra-orthodoxes de Williamsburg (Brooklyn). Ce n'est pas la première sérié télévisée en yiddish mais il s'agit tout de même de la première série à portée mondiale qui propose de larges dialogues en yiddish. Certains acteurs parlaient déjà le yiddish (comme Amit Rahav) mais Shira Haas a dû l'apprendre, en tant qu'actrice principale, pour les besoins du tournage.

#### Études et essais
- Jean Baumgarten, Le Yiddish, histoire d'une langue errante, Paris, Albin Michel, 2002
- Jean Baumgarten, « Le yiddish : langue et littérature », www.clio.fr. Lire en ligne
- Jean Baumgarten, Rachel Ertel, Itzhok (sic) Niborski et Annette Wieviorka, Mille ans de cultures ashkénazes, Paris, Liana Levi, 1998
- Jean Baumgarten, Le Yiddish,Paris, PUF, coll. Que sais-je, 1993
- (en) Alexander Beider, Origins of Yiddish Dialects, Oxford, Oxford University Press, 2015 (ISBN 978-0-19-873931-9, présentation en ligne, lire en ligne)
- David Biale, Les Cultures des juifs, une nouvelle histoire, Paris, Éditions de l’Éclat, 2005
- Cécile Cerf, Regards sur la littérature yidich, Académie d'Histoire, 1974 (Introduction sur la langue et choix de textes)
- Charles Dobzynski, Le Monde yiddish, Littérature, chanson, arts plastiques, cinéma. Une légende à vif, Paris, L’Harmattan, 1998
- Max Kohn, Jean Baumgarten, L'inconscient du yiddish, Anthropos, 2002
- Peter Nahon, « Notes lexicologiques sur des interférences entre yidich et français moderne », Revue de linguistique romane 81, 2017, p. 139-155. Lire en ligne
- Béatrice Picon-Vallin, Le Théâtre juif soviétique pendant les années vingt, Lausanne, L'Âge d'Homme, 1973
- M. Pinès, Histoire de la littérature judéo-allemande [Thèse], Paris, 1910
- Régine Robin, L'Amour du yiddish. Écriture juive et sentiment de la langue (1830-1930), Éditions du Sorbier, Paris, 1984  (ISBN 2-7320-0019-1)
- Leo Rosten, Les Joies du Yiddish, Paris, éditions Calmann-Lévy, Coll. Livre de Poche, 1994 [1968],  (ISBN 2-7021-2262-0)
- Gilles Rozier, D'un pays sans amour, Éditions Grasset, Paris, 2011. (Roman qui relate la vie de trois poètes yiddish : Peretz Markish, Uri-Zvi Grynberg et Melekh Rawicz)
- Miriam Weinstein, Yiddish : Mots d'un peuple, peuple de mots, Paris, Autrement, 2003
- Michael Wex, Kvetch! Le yiddish ou l'art de se plaindre, Denoël, 2008,  (ISBN 978-2-207-25853-8)

#### En ligne
- Yitskhok Niborski : Introduction à la littérature yiddish, conférence (1h 53)

#### Méthodes de yiddish et dictionnaires de langue
- Nadia Dehan-Rotschild et al., Le Yiddish, Paris, Assimil, 2010
- Paul Fuks, Parler yiddish - Manuel pour débutants, Paris, Éditions Fuks, 1980, 3e édition
- Yitskhok Niborski, Dictionnaire des mots d'origine hébraïque et araméenne en usage dans la langue yiddish, Paris, Bibliothèque Medem, 1997,  (ISBN 2-9511372-0-6)
- Yitskhok Niborski et Bernard Vaisbrot avec le concours de Simon Neuberg, Dictionnaire yiddish-français, Paris, Bibliothèque Medem, 2002,  (ISBN 2-9511372-7-3)

#### Anthologies
- Anthologie de la poésie yiddish, édition de Charles Dobzynski, Paris, Gallimard, coll. Poésie, 2000
- Royaumes juifs. Trésors de la littérature yiddish, 2 tomes, sous la direction de Rachel Ertel, Paris, Laffont, coll. Bouquins, 2008 (t. 1) et 2009 (t. 2)
- Une maisonnette au bord de la Vistule et autres nouvelles du monde yiddish, Choix de nouvelles par Rachel Ertel, Paris, Albin Michel,1988.
- Rachel Ertel, Dans la langue de personne. Poésie yiddish de l'anéantissement, Paris, Seuil, 1993.

#### Chansons
- Chants yiddish de Russie, traduction des textes par Cécile Cerf, Éditions musicales Le Chant du Monde.